# Solanum sisymbriifolium
Solanum sisymbriifolium, comúnmente conocida, según la región, como: espina colorada, tutiá o vila-vila, es una especie botánica herbácea de la familia Solanaceae, endémica de Sudamérica.  A veces se lo confunde con el  "revienta caballos" (Solanum elaeagnifolium).

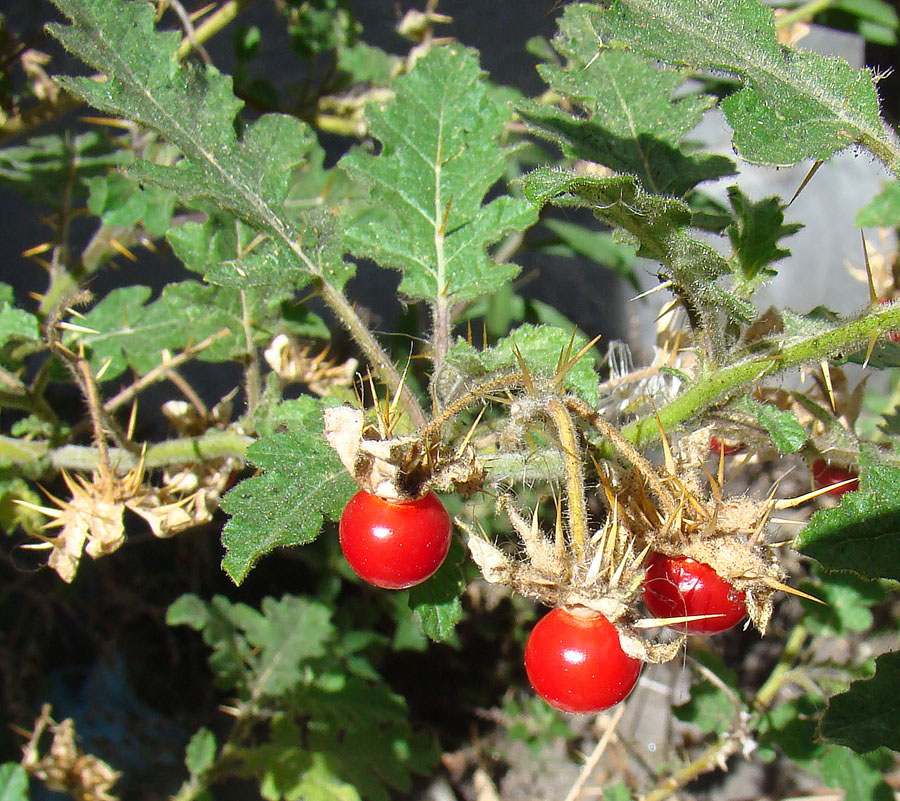
Frutos

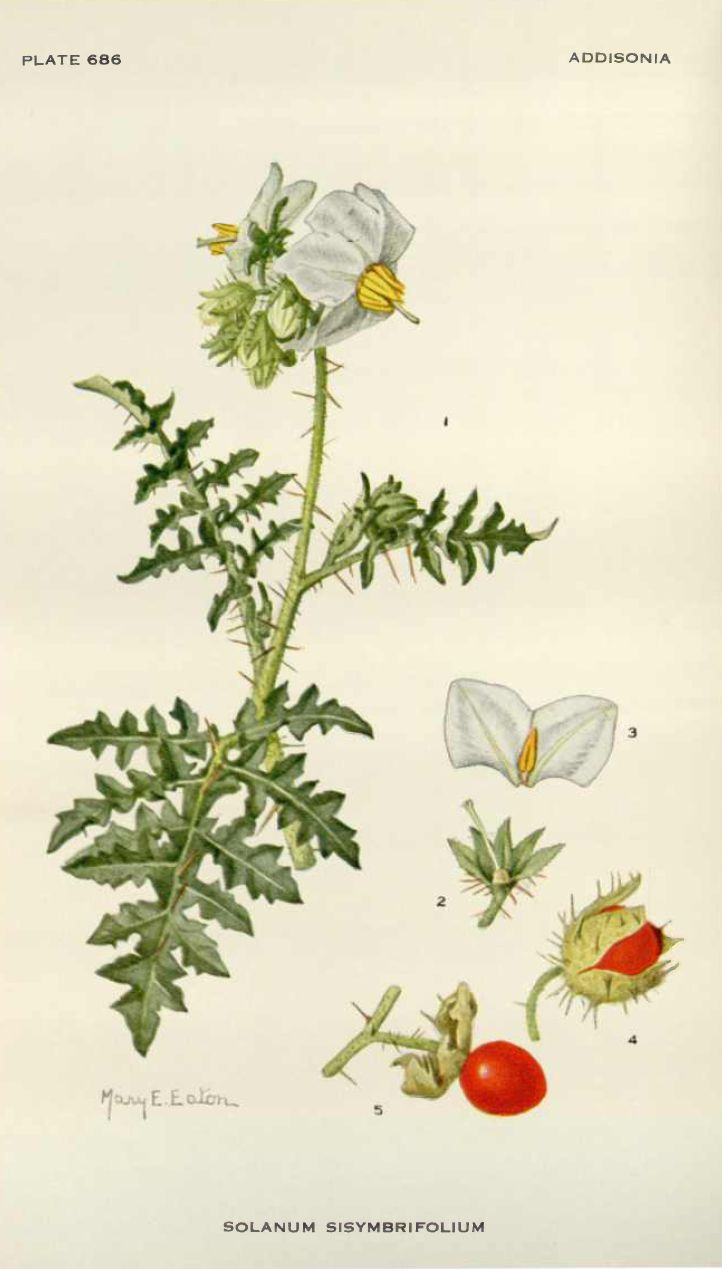
Ilustración

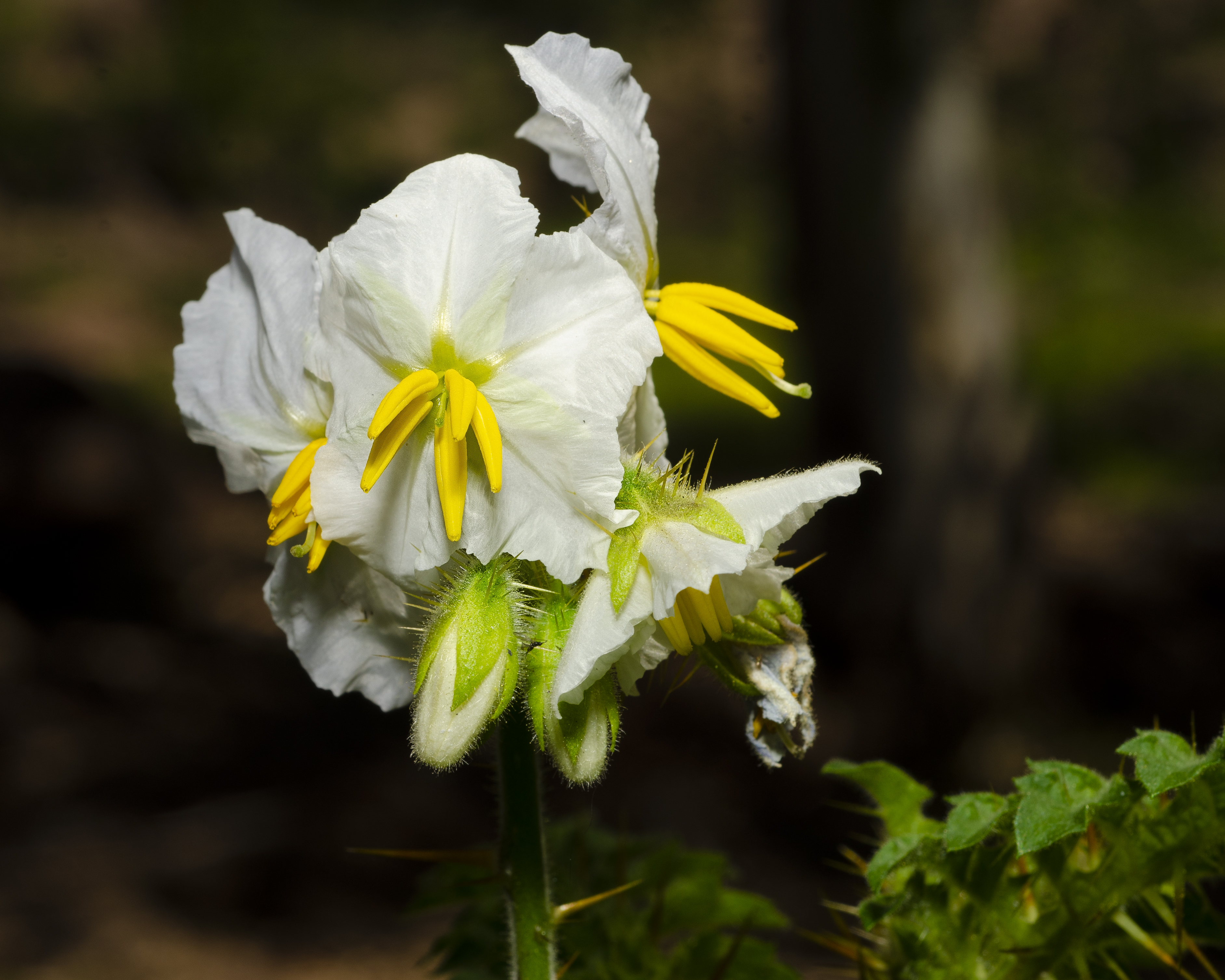
Revienta Caballos a la orilla del Dique "La Viña" en Córdoba, Argentina.

## Descripción
Es un hierba perenne de 0,50 a 1 m de altura, caracterizada por poseer espinas punzantes, pardas claras, recubriendo tallo, ramas, hojas y  nervaduras. El indumento tiene pelos glandulares. La flor es blanca, con un androceo amarillo; mientras que los frutos son bayas anaranjado-rojizas redondas, carnosas.
Como otras solanáceas contiene Solasodina, una sustancia tóxica utilizada en la protección contra herbívoros; siendo solo comestible su fruto silvestre al estar completamente maduro.

## Distribución
Esta especie es originaria de América del Sur (Argentina, sur de Brasil, Paraguay, Uruguay, Bolivia y Colombia). Sin embargo, ha sido introducida, más allá de su distribución geográfica original, en América del Central y América del Norte, Europa (España, Países Bajos), Asia (India, China, Taiwán), África (Sudáfrica, Congo) y Australasia (Australia y Nueva Zelanda).

## Usos
Fruto maduro comestible, con él se realizan diversas preparaciones.
Igualmente, esta especie es útil como cultivo trampa para control del nemátodo de la raíz de la papa, Globodera.Sin embargo también es una maleza agresiva, en especial en cultivos de maíz, presentándose Wedelia glauca, Stellaria media y Solanum sisymbrifolium . Las tres malezas tienen baja sensibilidad al efecto del herbicida sistémico glifosato. 

### Medicina herbal
Fue muy conocida por las naciones precolombinas. En el nordeste argentino le dicen "tutiá", los guaraní-hablantes "ñuatí pytá" (del guaraní "ñuatĩ pytã", que significa: "espina colorada/roja). En lengua araucano-pampa:  "mamuel mapú lawuén", en Qom o toba: "neiák laaité". A pesar de sus nombres más comunes agresivos, (como espina colorada o revientacaballos), en medicina herbal se utilizan la raíz y hojas de esta especie, con cosecha en verano. La primera se lava y se seca al sol y las hojas, a la sombra. Cocidas, se usa como alivio de cólicos y afecciones hepáticas, ictericia, cirrosis, piedras en la vesícula. Es antiinflamatorio, aplicado en compresas. También se utiliza como tintura.
Como  tereré (el mate frío, original de los guaraníes) es considerado un excelente diurético. 

#### Preparaciones
- Tereré: Se machacan cinco cucharadas de raíz fresca y mezclan con 1 L de agua hirviendo, se espera, se bebe frío.
- Cocida: se hierven dos cucharadas de raíz en una taza de agua, tres minutos. Se reposa diez minutos, y ya puede beberse.
- La tintura: 200 g de hierba y 1 L de alcohol en un frasco, se tapa, se agita,  se deja reposar una semana, mezclándolo una vez al día. Luego se filtra, se guarda al oscuro.
- Compresas: se preparan con dos cucharadas de hojas hervidas en una taza de agua durante un minuto, se reposa, y se moja un paño limpio, que se aplicará tibio.

## Taxonomía
Solanum sisymbriifolium fue descrita por Jean-Baptiste Lamarck y publicado en Tableau Encyclopédique et Methodique ... Botanique 2: 25. 1794.
Etimología
Solanum: nombre genérico que deriva del vocablo Latíno equivalente al Griego στρνχνος (strychnos) para designar el Solanum nigrum (la "Hierba mora") —y probablemente otras especies del género, incluida la berenjena —, ya empleado por Plinio el Viejo en su Historia naturalis (21, 177 y 27, 132) y, antes, por Aulus Cornelius Celsus en De Re Medica (II, 33). Podría ser relacionado con el Latín sol. -is, "el sol", debido a que la planta sería propia de sitios algo soleados.
sisymbriifolium: epíteto latino compuesto que significa "con las hojas de Sisymbrium.
Sinonimia
- Solanum sisymbriifolium f. lilacinum Kuntze	[8]